# 954 a.C.
Il 954 a.C. (CMLIV a.C. in numeri romani) è un anno  del X secolo a.C.

## Eventi
In  Egitto, a  Siamon succede Psusennes II (XXI dinastia).